# Adriaen Hanneman
Adriaen Hanneman, ook Adriaen Haddeman of Adryaen Hanneva genoemd (Den Haag, ca. 1604 – aldaar begraven, 11 juli 1671) was een Nederlands schilder en tekenaar behorend tot de Hollandse School.
Zijn vroegst bekende werk dateert van 1625, maar hij was waarschijnlijk al vanaf omstreeks 1619 actief in zijn geboortestad Den Haag, waar hij leerling was bij Anthonie en Jan Antonisz. van Ravesteyn. Van 1626 tot 1638 was hij werkzaam in Londen. Hier was hij van 1626 tot 1632 mogelijk assistent in het atelier van Daniël Mijtens en daarna waarschijnlijk in dienst van de beroemde portretschilder Antoon van Dyck. Vanaf 1638 was hij weer in Den Haag werkzaam, waar hij in 1656 mede-oprichter van de Confrerie Pictura was. In 1640 trouwde Hanneman met Maria van Ravesteyn, dochter van zijn leermeester Jan van Ravesteyn.
Van Hanneman zijn uitsluitend allegorieën en portretten bekend. Hij was leraar van Jeremias van der Eyden, Reinier de la Haye, Marcus van der Linde, Gijsbrecht van Lyberge, Simon du Parcq, Bernardus van der Vechte, Jan Jansz. Westerbaen (II) en Cornelis Wildt.
Adriaen Hanneman werd in de Haagse Kloosterkerk bijgezet in het familiegraf van zijn schoonvader Jan van Ravesteyn.

## Werken van Adriaen Hanneman

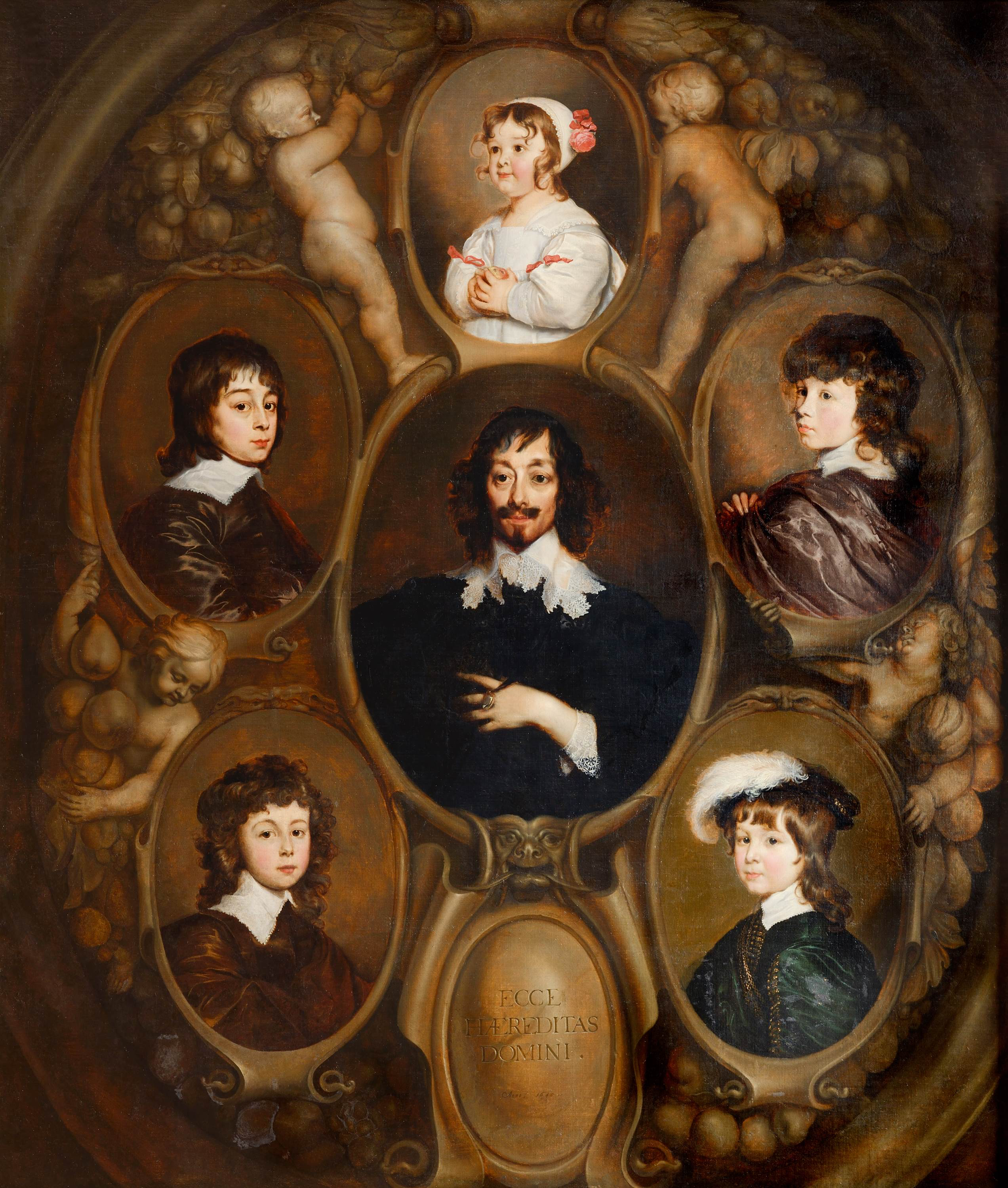
Portretten van Constantijn Huygens en zijn vijf kinderen (1640)
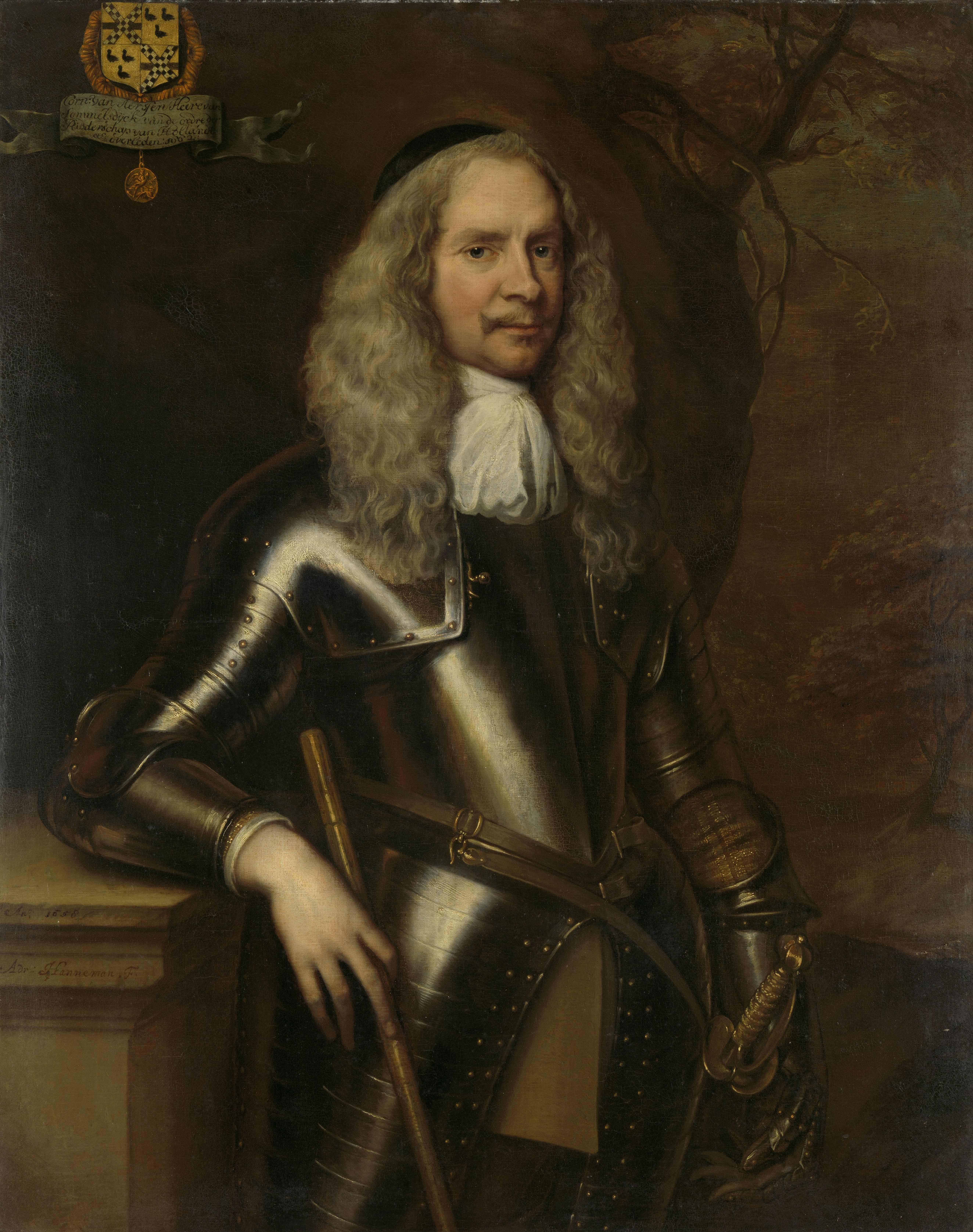
Portret van Cornelis van Aerssen van Sommelsdijck (1658)
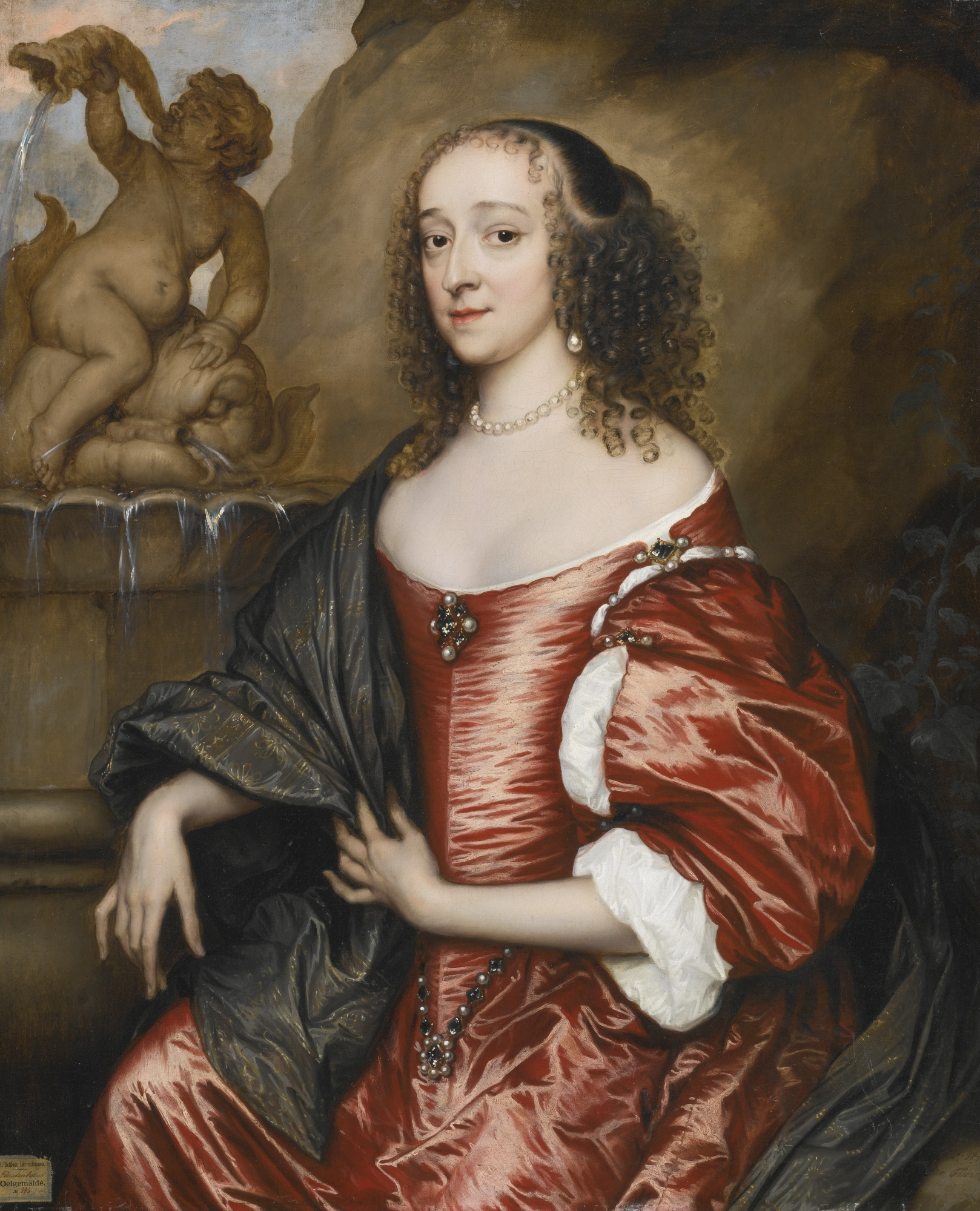
Portret van Amalia van Hessen-Kassel (1656)
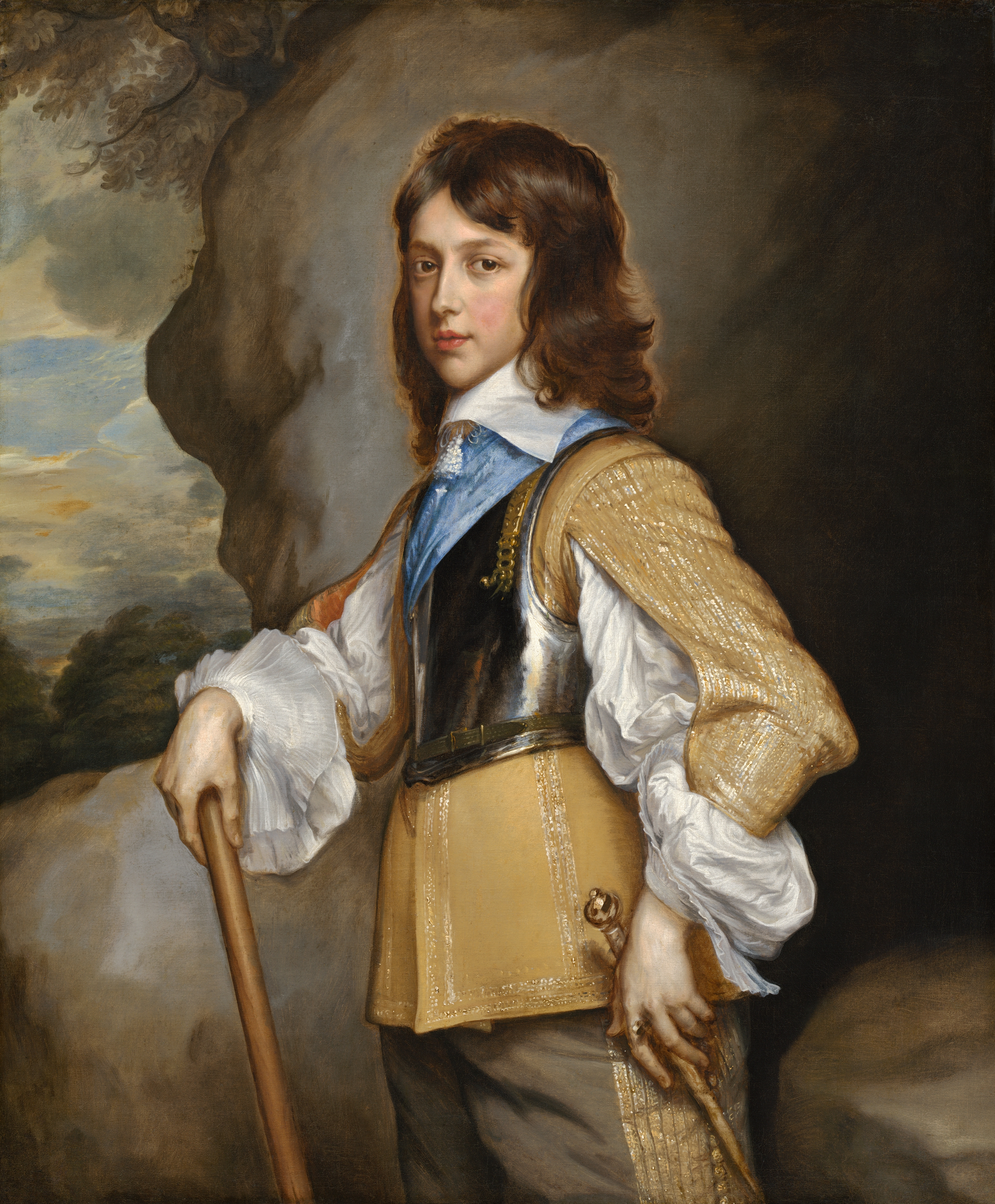
Portret van Hendrik Stuart, hertog van Gloucester (± 1653)
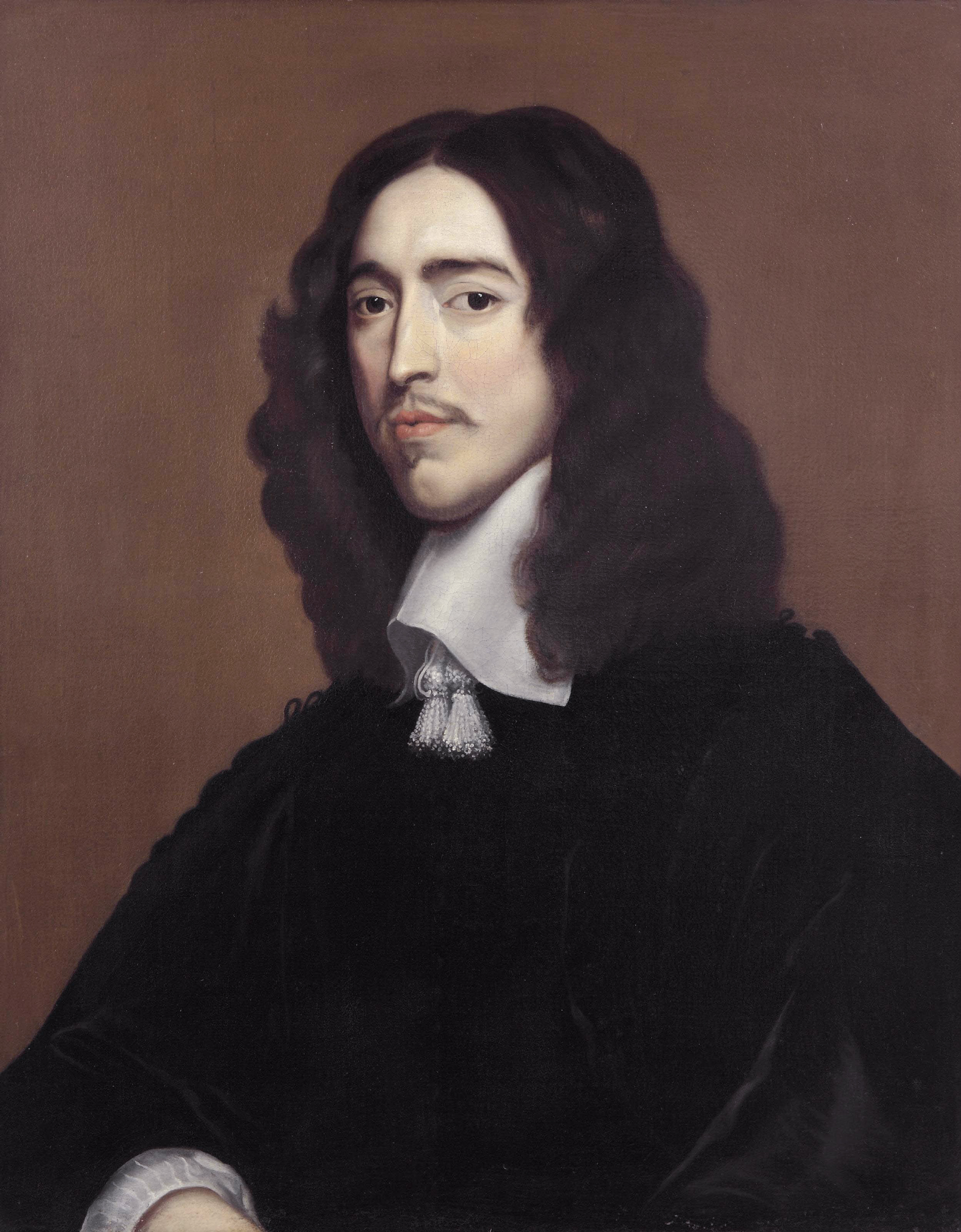
Portret van Johan de Witt, raadpensionaris van Holland (17e eeuw)
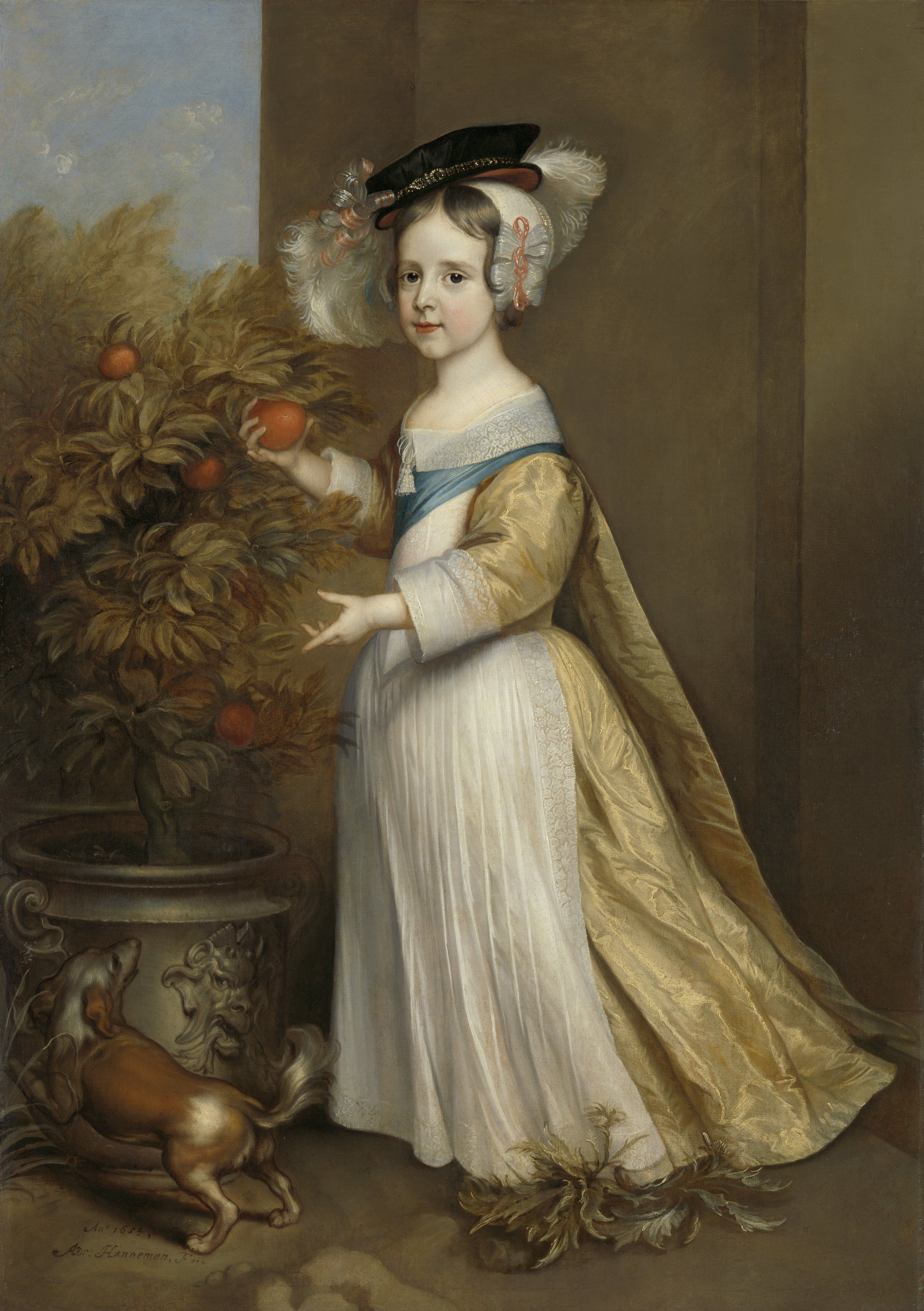
Portret van Willem III van Oranje (1654)

- Bibliothèque nationale de France: cb14975520x (data)
- Biografisch Portaal: 55401032
- Digitale Bibliotheek voor de Nederlandse Letteren: hann003
- Gemeinsame Normdatei: 131894439
- International Standard Name Identifier: 0000 0001 1669 4092
- Library of Congress Control Number: nr90018270
- National Gallery of Victoria: 26706
- Nationale Bibliotheek van Israël: 987007455802905171
- Nederlandse Thesaurus van Auteursnamen: 07053487X
- RKD-Nederlands Instituut voor Kunstgeschiedenis: 35816
- Système universitaire de documentation: 187744122
- Union List of Artist Names: 500005407
- Virtual International Authority File: 71667745
- WorldCat: E39PBJdx3pq7VkDjfY9CTyqfbd